# Hình Đài (huyện)
Hình Đài (chữ Hán giản thể:邢台县, âm Hán Việt: Hình Đài huyện) là một huyện cũ thuộc địa cấp thị Hình Đài, tỉnh Hà Bắc, Cộng hòa Nhân dân Trung Hoa. Huyện này có diện tích 1983 ki-lô-mét vuông, dân số 450.000 người. Mã số bưu chính Hình Đài là 054001. Chính quyền Hình Đài đóng ở trấn Kiều Đông của thành phố Hình Đài. Hình Đài được chia thành 7 nhai đạo và 2 trấn và hương.
- Trấn: Đông Uông, Hội Ninh, Dương Phạm, Tây Hoàng Thôn, Chúc Thôn, Nam Thạch Môn, Hoàng Tự, Tướng Quân Mộ, Tương Thủy, Lộ La, Dư Nhượng Kiều.
- Hương: Thái Tử Tỉnh, Vương Khoái, Long Tuyền Tự, Bắc Tiểu Trang, Tống Gia Trang, Thành Kế Đầu, Ký Gia Thôn, Bạch Ngạn.

Ngày 23 tháng 6 năm 2020, huyện Hình Đài bị giải thể, một phần sáp nhập vào quận Tương Đô, một phần nhập vào quận Tín Đô.